# Venceslas Kruta

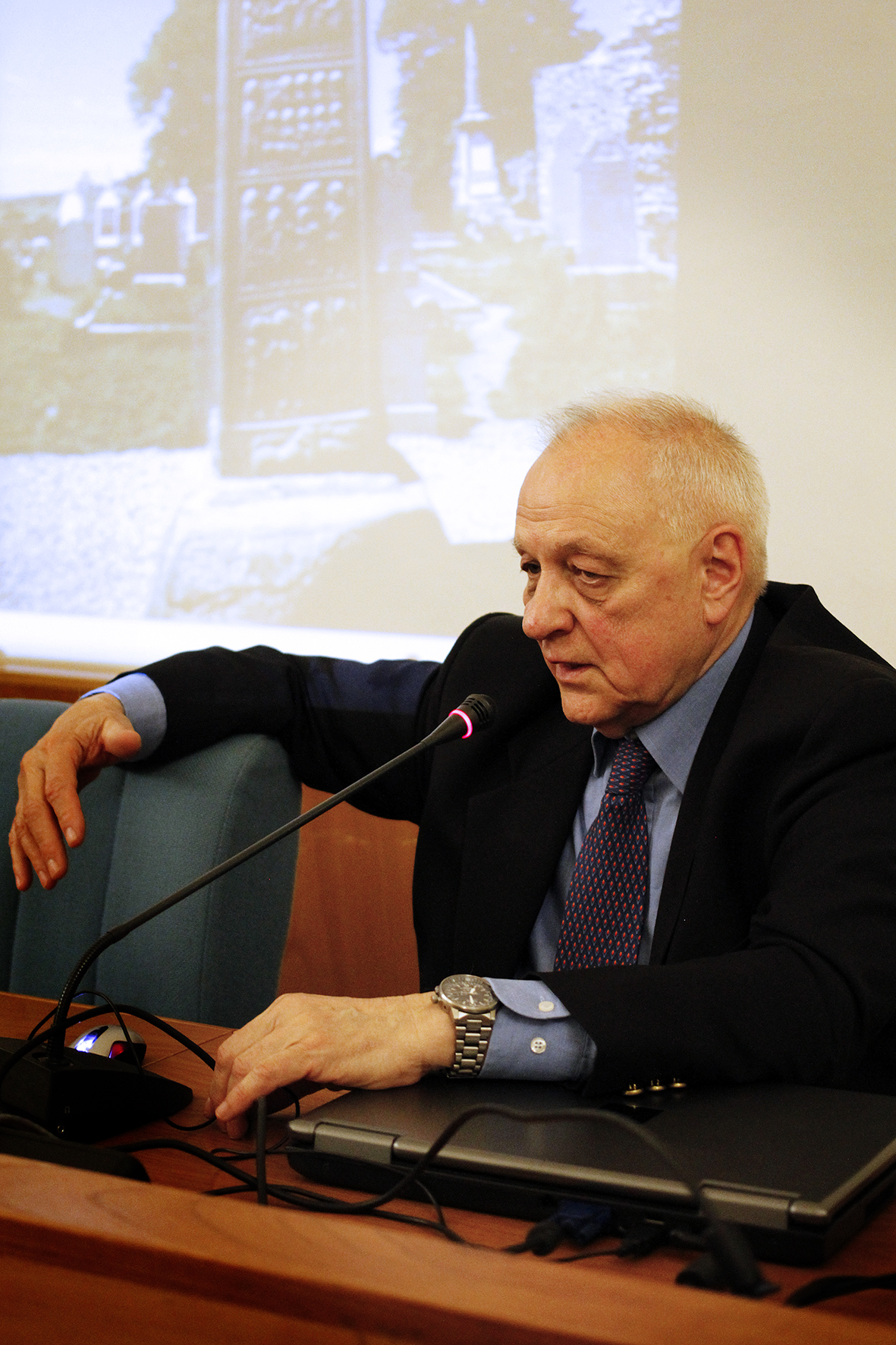

Venceslas Kruta es un arqueólogo e historiador francés nacido en Saumur, Francia, el 4 de noviembre de 1939. Se especializa en la protohistoria de Europa, principalmente en la cultura e historia de los Celtas.

## Biografía
Durante los años de 1956 a 1961, estudia prehistoria y arqueología clásica en la Universidad Masaryk (en checo Masarykova univerzita) con sede en Brno, República Checa.
Posteriormente, de 1963 a 1971 estudia en el Instituto de Arqueología de la Academia Checoslovaca de Ciencias de Praga, y la mayor parte de 1971 (después de salir para Francia) en el Centre National de la Recherche Scientifique («Centro Nacional de Investigaciones Científicas» -CNRS-, por sus siglas en francés) en París.
Obtuvo un doctorado en historia de La Sorbona de París, en 1974.
De 1972 a 2008 funge como Director de Estudios Europeos Protohistóricos en la École Pratique des Hautes Études («Escuela Práctica de Altos Estudios») de la Sorbona, donde actualmente es profesor emérito. Más tarde es nombrado director de estudios celtas en el CNRS.
El ámbito de su investigación es la arqueología y la protohistoria de Europa, con especial atención a las relaciones comerciales y culturales de los pueblos de la Europa Central con el mundo mediterráneo en el primer milenio antes de Cristo.
Ha publicado numerosos libros, entre las que cabe mencionar Les Celtes : Histoire et dictionnaire, des origines à la romanisation et au christianisme, que sirve como un punto de referencia en este ámbito para los estudiantes e investigadores, más reservado sobre el aspecto lingüístico de la obra. Fue traducido al italiano en 2003.
Es miembro del Instituto de Estudios Etrusco-Itálicos de Florencia y director del Centro de Estudios Celtas de París.
Ha trabajado como consejero y director, así como en la construcción de las exposiciones internacionales como Los Celtas: la primera Europa en el Palacio Grassi en Venecia en 1991, y Tesoros de Arte Celta: un patrimonio europeo, organizado por el diario Asahi Shimbun en el Museo de Arte Metropolitano de Tokio.

## Obra
- Le Trésor de Duchcov dans les collections tchécoslovaques, Ústí nad Labem, 1971.

- L'Art celtique en Bohême : les parures métalliques du Ve au IIe siècle avant notre ère, París, Champion, coll. Bibliothèque de l'École des hautes études, N.º 324, 1975, 228 págs.

- Les Celtes, París, PUF, coll. Que sais-je?, N.º 1649, 1976 (2ª ed. 1978, 3ª ed. 1983, 4ª ed. 1987, 5ª ed. 1990, 6.ª ed. 1993, 7ª ed. 1996, 8ª ed. Actualizada 2000). 
  - Traducciones: 
    - versión española: Los Celtas, Madrid, Edafe, 1977 (reimpresión 1981); Los Celtas, 2ª ed., Madrid, SARPE, 1985;
    - versión portuguesa: Los Celtas, Sao Paulo, Martins Fontes, 1989;
    - versión japonesa: keltő-Jin, Hakusuisha, 1991;
    - versión sueca: Keltern, Alhambra Pocket Encyklopedie 14, 1993.

- Les Celtes (con fotografías por E. Lessing, la contribución del Sr. Szabo e introducción de P.-M. Duval), París, Hatier, 1978, 255 pp. (reimpresión, 1982). Estructura coronada por la Academia Francesa (Precio Catenacci Hércules) y el Colegio de Francia (Premio Saintour). 
  - Traducciones: De Kelten, Amberes y Ámsterdam, Uitgeverij Standaard, 1979 (versión en holandés); Die Kelten, Friburgo, Basilea y Viena, Herder, 1979 (versión en alemán).

- Les mouvements celtiques du Ve au I.er siècle avant notre ère (con Paul-Marie Duval), París, CNRS. 1978 (editores de las actas de un simposio).

- Les Celtes en Occident, París, Atlas, 1985 (con fotografías de W. Forman). 
  - Traducciones: Los Celtas del Oeste, Londres, Orbis, 1985, 128 pp; I Celti occidentali, trad. di Laura Kruta Poppi, Novara, Istituto Geografico De Agostini, 1986 (versión italiana); Die Kelten. Die Herren des Westens, Luzern-Herrsching, Atlantis Verlag, 1986 (versión en alemán); De Kelten, Weert, Phoenix, 1987 (versión en holandés).

- L'Europe des origines, la Protohistoire 6000-500 avant J.-C., París, Gallimard, coll. l'Univers des formes, 1992, 409 págs. 
  - Traducciones: Die Anfänge Europas, Munich, CH Beck, 1993 (versión en alemán); L'Europa delle origini, Milán, Rizzoli, 1993 (versión italiana).

- I Celti in Italia (con Valerio Massimo Manfredi), Milán, Mondadori, 1999.

- Les Celtes. Histoire et dictionnaire, des origines à la romanisation et au christianisme, París, Laffont, col. Bouquins, 2000, 1005 pp.
  - Traducciones: La grande storia dei Celti. La nascita, l'affermazione, la decadenza, Newton & Compton, Roma, 2003, 492 pp. (versión italiana);

- Aux origines de l'Europe : le monde des Celtes, París 2001

- Vercingétorix, Flammarion, 2003

- I Celti e il Mediterraneo, Jaka Book, Milano, 2004

- La cruche celte de Brno, Dijon, 2007

- «Brno e il sapere dei Celti», in Archeo, N.º 275, 2008, pág. 30-45 (con Silvia Cernuti)

- Gli occhi della notte. Celti, Etruschi, Italici e la volta celeste, San Marino - Viterbo - Milán, 2008 (catálogo de exposición)